# افسانه بناسان، غول چراغ جادو
افسانه بناسان، غول چراغ جادو یا داستان‌های هزار و یک روز فیلمی به کارگردانی حبیب احمدزاده و نویسندگی حبیب و زینب احمدزاده محصول مشترک ایران و ژاپن است که به بخش جلوه‌گاه شرق سی و هشتمین جشنواره جهانی فیلم فجر راه پیدا کرد. این فیلم در چهار کشور ایران، ژاپن، اتریش و عراق فیلمبرداری شده‌است و بازیگرانی چون پرویز پرستویی، شیسوکو تسویا، گرهارد فرایلینگر، نورییوکی آساکورا و محمود بنکدارنیا در آن ایفای نقش می‌کنند.
حبیب احمدزاده، این فیلم را برای قدردانی از شیسکو تسویا، زنی ژاپنی، ساخته که به درمان سربازان ایرانی شیمیایی‌شده در جنگ ایران و عراق، کمک کرده‌است. مراسم نمایش این فیلم در لس‌آنجلس با حضور پرویز پرستویی، با حاشیه‌های بسیاری همراه شد.